# Liutprand van Benevento
Liutprand van Benevento was hertog van Benevento van 751 tot 758.

## Context
Toen zijn vader Gisulf II rond 750 stierf, was Liutprand nog een kind. Het regentschap werd waargenomen door zijn moeder Scauniperga, vanaf 756 regeerde hijzelf.
Na de dood van de koning van de Longobarden Aistulf in 756, greep Desiderius, hertog van Toscane de macht. Al vlug verzuurde de relatie tussen beide partijen en Liutprand zocht steun bij de Frankische koning Pepijn de Korte. Desiderius stootte Liutprand van de troon en zette zijn schoonzoon Arechis II in 758 in de plaats.